# Mancipatio
Die mancipatio (eingedeutscht Manzipation) war ein bedeutendes Rechtsgeschäft des ius civile im antiken römischen Rechtsverkehr. Der bereits in der Zeit des Zwölftafelgesetzes etablierte Rechtsakt diente der Übertragung von Eigentum und anderen Herrschaftsrechten. Vermutet wird, dass er auf die Zeit der ältesten Pontifikaljurisprudenz der frühen Königszeit zurückgeht.
Begrifflich leitet sich die mancipatio aus den lateinischen Worten manus (Hand) und capere (ergreifen) ab. Gefolgt wird einem festgelegten Ritual, das der legis actio sacramento in rem nachgebildet ist.

## Das Ritual dermancipatio
Die mancipatio war ein negotium per aes et libram (Geschäft durch Kupfer und Waage). In Anwesenheit von mindestens fünf Zeugen, die römische Bürger sein mussten, und eines weiteren römischen Bürgers, der die Funktion eines Waagehalters (libripens) einnahm, hatte der Erwerber den Sklaven oder die Sache, an der er Eigentum erwerben sollte, zu „ergreifen“ und nach Gaius (niedergelegt in seinen Institutionen 1, 119) folgende Worte zu sprechen:

“Hunc ego hominem ex iure Quiritium meum esse aio isque mihi emptus esto hoc aere aeneaque libra.”

„Ich erkläre, dass dieser Sklave [oder der jeweilige Kaufgegenstand] nach dem Recht der Quiriten [= der römischen Bürger] mir gehört und er soll von mir gekauft sein durch dieses Kupferstück und diese kupferne Waage.“

Nachdem der Waagehalter den zugewogenen Kaufpreis bestimmt hatte, übergab der Sacherwerber das Kupferstück an den bisherigen Eigentümer. Der Veräußerer seinerseits schwieg, begegnete also nicht durch contravindicatio und nahm den zugewogenen Kaufpreis entgegen. In der weiteren Entwicklung der Rechtsfigur wurde auf die Zuwiegung des Kaufpreises verzichtet und der Sacherwerber klopfte mit einer Münze symbolisch gegen die Waage (mancipatio nummo uno).

## Res mancipi
Gegenstand einer mancipatio konnten nur rechtlich bestimmte Gegenstände sein, die sogenannten res mancipi (ursprünglich: res mancipii). Dabei handelte es sich um wichtige Wirtschaftsgüter, die einen bäuerlichen Betrieb ausmachten, etwa Sklaven, italische Grundstücke nebst Feldservituten (Wege, Wasserleitungen und dergleichen) und Zug- und Tragtiere (Rinder, Pferde, Esel, Maultiere und Maulesel), sowie alle weiteren für bäuerliche Verhältnisse wesentlichen landwirtschaftlichen Produktionsmittel.
Res mancipi konnten im Rahmen des ius civile den Eigentümer nur im Wege der In iure cessio oder, häufiger, der Manzipation wechseln. Wurde der Eigentumswechsel über eine bloße Traditio angebahnt, konnte auf Erwerberseite kein quiritisches Eigentum eintreten, sondern lediglich bonitarisches Eigentum, das der Gestaltungsbefugnis des Prätors unterlag.
Eigentumswechsel aller anderen Sachen, bezeichnet als res nec mancipi, unterlagen nicht dem Formgebot der Manzipation.

## Geschichtliche Entwicklung dermancipatio
Das Ritual der mancipatio entstammt der Vorgehensweise aus einer Zeit, als ein Kupferstück nicht nur als Symbol für den Kauf hingegeben wurde, sondern der Kaufpreis tatsächlich an Ort und Stelle übergeben und mit der Waage abgemessen wurde.
Neben dieser Erinnerung an ältere Kaufgeschäfte fällt auf, dass die Formel der mancipatio derjenigen des frühen Eigentumsprozesses (vindicatio) ähnelt. Dies erklärt auch die Besonderheit, dass lediglich der Erwerber sich mittels Spruchformel äußert: Der Erwerber behauptet (gleich einem Kläger) sein Eigentumsrecht und der Veräußerer widerspricht dem nicht (gleich einem Beklagten, der bei fehlender Erwiderung verurteilt werden muss). Dies zeigt, dass der Gedanke des Vertrages noch nicht vollends ausgeformt war, obgleich die mancipatio ein Kaufgeschäft war. Dies insofern, als der Veräußerer nicht im eigentlichen Sinne als Vertragspartner auftritt. Allerdings könnte dies seinen Grund auch darin haben, dass an res mancipi ursprünglich ein Veräußerungsverbot bestand, das gerade dadurch umgangen wurde, dass der Erwerber nach außen hin so tat, als sei er bereits Eigentümer, der sein Eigentum vom Veräußerer herausfordert (Scheingeschäftscharakter). Die Eigentumsbehauptung sei dann erst später mit der Bekundung des Kaufs kombiniert worden.
Die Entwicklung vom ursprünglichen Kaufvorgang hin zu einem Ritual, in dem lediglich das Kupferstück als symbolischer Kaufpreis hingegeben wird, führte im Verlauf der römischen Privatrechtsgeschichte dazu, dass die res mancipi auch aus jedem anderen Rechtsgrund als demjenigen eines Kaufvertrags durch mancipatio übereignet werden konnten. Die mancipatio lässt sich daher als eine Urform des Verfügungsgeschäftes verstehen.
Die mancipatio erlaubte es dem die umfassende Hausgewalt ausübenden pater familias, neben Sklaven auch Haussöhne (filiifamilias) in die Herrschaftsmacht eines anderen Familienoberhauptes zu übertragen. Das Zwölftafelgesetz schritt insofern ein, als es normierte:

“Si pater filium ter venum duit, filius a patre liber esto.”

„Wenn ein Vater seinen Sohn dreimal verkauft hat, soll der Sohn vom Vater frei sein.“

Sinn hat diese Textpassage erst dadurch, dass Kindsverkäufe meist zu Arbeitszwecken vorgenommen wurden und nach getaner Arbeit eine Rückübertragung stattfand.
Zunehmend erwies sich die mancipatio zu Beginn der frühen Kaiserzeit strukturell als überholt. Mit Aufgabe des Rechtsschichtensystems (ius civile, ius honorarium und ius gentium) wurde die mancipatio ebenso wie die Übertragungsform der in iure cessio zunehmend aufgegeben. In den Kompilationen des spätantiken Kaisers Justinian war der Rechtsakt vollends verschwunden.

## Nachklang
Der einer mancipatio zugrunde liegende Gedanke des Eigentumserwerbs mittels Entrichtung eines symbolischen Kaufpreises hat sich bis in die heutige Zeit erhalten. Er kommt vor allem dann zur Anwendung, wenn der zu erwerbende Gegenstand mit erheblichen Mängeln, Lasten oder Risiken behaftet ist. Der Erwerber übernimmt mit der Kaufsache erhebliche Kosten oder Risiken, welche sonst der ursprüngliche Eigentümer zu tragen hätte, zum Beispiel beim Verkauf überschuldeter Unternehmen (z. B.: Neue-Heimat-Affäre 1986), erheblich sanierungsbedürftiger, denkmalgeschützter Gebäude oder umweltverseuchter Liegenschaften der NVA zum symbolischen Kaufpreis von 1 Euro beziehungsweise bis 2001 1 DM.